# 洛特·弗里斯
洛特·弗里斯（丹麥語：Lotte Friis，1988年2月9日—），丹麥女子游泳運動員。她是目前女子1500米自由泳的世界紀錄保持者。

## 簡歷
2008年，弗里斯代表丹麦參加北京奧運會游泳比賽的女子800米自由泳項目，奪得銅牌。
2009年，弗里斯又在世界游泳錦標賽分別贏得女子800米自由泳金牌及1500米自由泳銀牌。
在2011年世界游泳錦標賽游泳比賽中，弗里斯再創佳績，分別贏得女子800米自由泳銀牌及1500米自由泳金牌。

## 外部連結
- 洛特·弗里斯官方網站 （页面存档备份，存于）